# Distretto di Äjteke Bi
Il distretto di Äjteke Bi (in kazako: Әйтеке би ауданы) è un distretto (audan) del Kazakistan con  capoluogo Bögetköl.